# Nossa História (turnê)
Nossa História foi a décima e última turnê da dupla brasileira Sandy & Junior. A turnê marca o reencontro da dupla doze anos após sua última série de shows, Acústico MTV, que se encerrou no final de 2007. A reunião foi anunciada em março de 2019 e comemora os 30 anos da primeira apresentação televisionada dos cantores, que aconteceu em 1989.
Com início em julho e encerramento em novembro de 2019, Nossa História teve como intuito reproduzir os grandes concertos da dupla, com estruturas de palco elaboradas, corpo de balé e coreografias, bem como revisitar boa parte de seu repertório.
A turnê se tornou um sucesso comercial sem precedentes no Brasil e, após sua estreia, recebeu críticas positivas. Com 16 datas no Brasil, uma nos Estados Unidos e uma em Portugal, os concertos da turnê acumularam quase 600 mil ingressos vendidos e arrecadaram 120 milhões de reais.

## Antecedentes
Sandy e Junior fizeram sua primeira performance televisionada no programa Som Brasil, da TV Globo, em 1989. Na época, eles eram mais conhecidos por serem os filhos do cantor sertanejo Xororó, que sugeriu ao então apresentador do Som Brasil, Lima Duarte, uma participação de seus filhos no programa. A apresentação de "Maria Chiquinha" foi recebida com entusiasmo e o áudio da apresentação foi retirado da televisão e começou a tocar em emissoras de rádio. Alguns empresários e gravadoras entraram em contato com o escritório de Xororó e, embora resistentes no início, devido à idade de Sandy e Junior, Xororó e a empresária e produtora Noely Pereira, mãe dos cantores, permitiram que eles assinassem um contrato com a PolyGram. Sandy e Junior se estabeleceram como artistas mirins bem sucedidos durante a década de 1990 e atingiram o auge comercial de sua carreira durante a adolescência, entre o final dessa década e o início dos anos 2000. Álbuns como Identidade (2003) e Sandy & Junior (2006) marcaram um tempo de sua carreira em que eles tinham um maior controle sobre a direção artística de seus projetos. Apesar desses discos terem sido certificados com platina pela Pro-Música Brasil (PMB), eles representaram um declínio comercial para a dupla, vendendo consideravelmente menos que seus projetos anteriores.
Em meados da década de 2000, os irmãos também se dedicaram a projetos paralelos, o que indicava a existência de algumas divergências com relação à direção artística que o duo queria tomar. A própria dupla afirmou que existiam tais divergências, mas que, em seus discos, eles conseguiam combinar seus gostos musicais. Em abril de 2007, eles anunciaram o fim das atividades em dupla, lançando, em agosto, o registro ao vivo Acústico MTV, em CD e DVD. A turnê Acústico MTV chegou ao fim em 18 de dezembro do mesmo ano. Em 2008, Junior integrou a banda Nove Mil Anjos, com a qual lançou um único álbum. No ano seguinte, Junior e os outros integrantes anunciaram o fim da banda. Desde então, Junior se dedica a projetos de música eletrônica e também produziu álbuns e canções de outros artistas. Sandy iniciou sua carreira solo em 2010, com o álbum Manuscrito, que teve Junior como um dos produtores. Junior fez algumas aparições em turnês solo de Sandy, como as turnês Sim (2013-14) e Nós, Voz, Eles (2018-19).
Nos anos seguintes, surgiram na mídia diversos boatos de que os cantores se reuniriam para retomar sua carreira como dupla, o que foi negado tanto por Sandy quanto por Junior. Sandy e Junior concederam uma entrevista ao programa Altas Horas que foi ao ar em maio de 2018 e, ao longo da conversa, afirmaram ao apresentador Serginho Groisman que já haviam recebido propostas para retomarem a dupla, mas que isso não estava em seus planos. O cantor Xororó, pai dos cantores, foi quem mais os incentivou a se reunirem para realizar uma turnê.

### Anúncio
O jornal Extra noticiou, em janeiro de 2019, que Sandy e Junior fariam alguns shows em comemoração aos 30 anos do início de suas carreiras. Em 13 de março, aconteceu uma coletiva de imprensa em São Paulo, onde a dupla e os patrocinadores revelaram detalhes sobre a turnê. Durante a coletiva, Sandy e Junior também frisaram que a turnê comemorativa não representa uma volta definitiva da dupla, mas apenas um projeto pontual. Em 2 de abril de 2019, eles realizaram um pocket show em São Paulo durante um evento de uma das patrocinadoras da turnê, a Volkswagen.

### Venda de ingressos
Os ingressos começaram a ser vendidos no dia 20 de março apenas para clientes do cartão Elo. A partir de 22 de março, foi aberta a venda para o público geral. Após esgotar em menos de 24 horas todos os ingressos da turnê, a dupla anunciou mais dois shows extras, um em São Paulo e outro no Rio de Janeiro. Dias após o início das vendas, a produtora Live Nation foi notificada judicialmente para que se explicasse sobre supostas irregularidades nas vendas de ingressos online e em pontos físicos. A produtora respondeu dizendo que "limitou a venda a seis ingressos por pessoa" no show de Sandy e Junior, e que "é contra a atividade de cambistas".
Com a alta demanda por ingressos, novas datas foram anunciadas posteriormente. Algumas datas de show tiveram seu local alterado para que pudessem comportar mais espectadores.

## Desenvolvimento

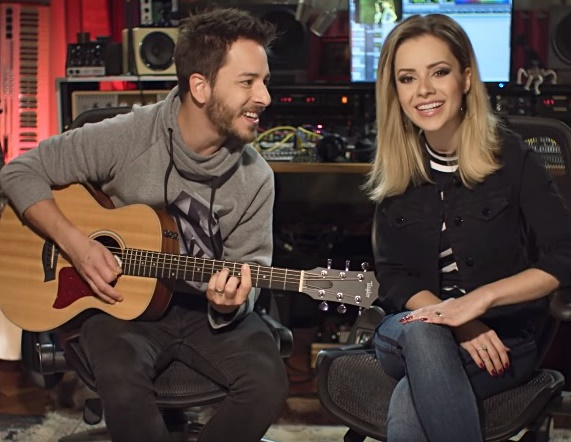
A dupla em 2019 durante um comercial da Elo, uma das patrocinadoras da turnê.

Durante a coletiva para anunciar a turnê, Sandy e Junior afirmaram: "A gente montou um setlist dos sonhos. E também pegamos setlists dos fãs, stalkeamos eles na internet [...] vai ser um show animado, pra galera dançar. Não vai ser uma coisa intimista, vai ter palco com led, balé..." O diretor do show Nossa História, Raoni Carneiro, disse que a ideia "Não é [fazer] um show documental, que conta historinha. Vai ser moderno." Ele também afirmou:
"A primeira grande preocupação que a gente tinha era trazer o sentimento de nostalgia sem necessariamente ser esteticamente nostálgico. Estamos falando de um grande show atual, que o pensamos como atual, e que seja viável [...] [com] uma estética moderna [...] Vamos revisitar o repertório botando-o num contexto moderno. É o momento que a gente vive, não tem razão para nos basearmos apenas nas experiências de trás."
Carneiro também deu a ideia de substituir, na produção visual e de marketing da turnê, o & (a letra 'E' comercial) por triângulos, pois "Não é mais uma dupla, é um projeto específico que dura [18] shows. É a Sandy se reencontrando com o Junior no palco, e vice-versa. Eles decidiram se unir para isso. Por isso, a ideia dos triângulos [...] eles têm todo um histórico de elementos visuais que os marcaram enquanto dupla. Tenho certeza de que, no futuro, todo mundo vai olhar para os triângulos e lembrar que essa foi a turnê especial que fizemos em 2019." Junior explicou que os dois triângulos são a representação de "um hieróglifo que significa “irmãos”. O ‘e’ saiu para mostrar que somos individuais, mas estamos nos juntando agora". Esse mesmo triângulo é um dos destaques do palco montado para a série de shows. A coreógrafa Kátia Barros, que trabalhou com a dupla para a turnê, relembrou os ensaios dizendo: "Foi muito bom vê-los relembrando coreografias, movimentos e se emocionando com aquilo. Mesmo sem dançar boa parte das músicas há anos, muitos movimentos vinham automaticamente. O corpo tem memória e eles fizeram isso quase a vida toda."
Sandy e Junior dividiram a direção artística do concerto, enquanto Junior e Lucas Lima foram responsáveis pela produção musical. Outros produtores e artistas estiveram envolvidos na estruturação do show, como o diretor Celso Bernini. Na cenografia Zé Carratu, light design de Carlinhos Nogueira e para o videografismo um time formado por Studio Curva, Gogacine e o diretor de arte Rafael Conde. Carratu comentou: "Em seis meses de planejamento, elaboramos um cenário que funcionasse como um lego gigantesco, para que atendesse aos locais fechados e aos estádios. [...] O palco de Sandy e Junior pode ser comparado ao de grandes festivais, como o SWU". Os figurinos usados por Sandy foram desenvolvidos pela figurinista Michelly X. Um deles, por exemplo, teve como referência um figurino que Sandy usou durante o concerto que ela e Junior fizeram no estádio do Maracanã, em 2002.

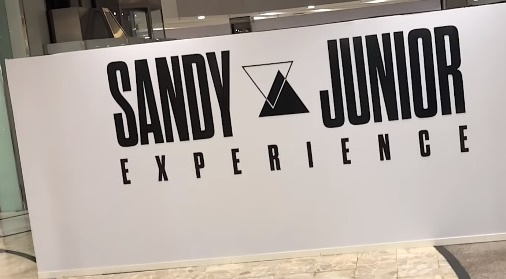
Entrada da exposição Sandy & Junior Experience.

Um aplicativo homônimo à turnê foi lançado em julho de 2019, sendo disponibilizado na Apple Store e Google Play. Além de informações sobre as datas e locais de show, quem fez download do aplicativo pôde "participar de uma experiência com luzes e imagens" em todas as apresentações. Junto à turnê, uma exposição com entrada gratuita intitulada Sandy & Junior Experience foi instalada em diversas cidades brasileiras. Na exposição, são exibidas imagens, figurinos, prêmios e vídeos em memória a diversos momentos da carreira e vida pessoal dos cantores. Em janeiro de 2020, a exposição chegou a cidade natal da dupla, Campinas, trazendo acervos dos 30 anos de carreira da dupla e os figurinos inéditos da turnê Nossa História.
O último show da turnê, que aconteceu no Parque Olímpico do Rio de Janeiro, contou com a abertura da banda brasileira Melim.

## Recepção

### Crítica
A performance de Sandy e Junior, bem como a produção do show, foi recebida com críticas positivas. Robson Gomes, do Jornal do Commercio, disse que eles entregaram um "show impecável e nostálgico" e que "a viagem no tempo foi mais bem feita do que se poderia imaginar". Vinícius Harfush, do Correio, opinou: "Seja pelo show de luzes, pelas artes que animavam o telão, ou pela forte conexão que os irmãos mantém entre si e com o público, [o show] Nossa História entregou o que era esperado [pelos] fãs."
Escrevendo para a Época, Bárbara Libório disse que "No palco, 12 anos depois a voz de Sandy ainda surpreende. A cantora raramente erra uma nota e deixa a todos surpresos e nostálgicos quando consegue, parece que quase sem esforço, alcançar aquelas [notas] mais difíceis [...] se Sandy não erra, por outro lado é Junior quem se sobressai como protagonista. Visivelmente mais solto e relaxado no palco, o cantor reveza no vocal [e nos instrumentos musicais]. E dança — muito bem."  Marília Neves, do G1, também destacou a performance de Junior e afirmou que ele "perdeu, definitivamente, o rótulo de 'irmão de Sandy'".
Priscila Morais, do iBahia, elogiou a performance e o "carisma" do duo no palco e descreveu a produção do show como "impecável". Leonardo Torres, do POPLine, descreveu o concerto como "uma aula para nova geração de cantores pop": "Não se trata de uma festa ploc caça-níquel. [...] Esteticamente, é tudo muito sofisticado. [Sandy] e Junior fazem todas as coreografias do passado, sobretudo nos refrões. É mesmo mágico [...] Eles fazem e não é trash."
Renata Nogueira, da Universo Online, descreveu o show como "apoteótico", enquanto Julia Sabbaga, do site Omelete, disse que Sandy e Junior "entrega[ram] um espetáculo com muito mais que nostalgia" e escreveu sobre o primeiro show da turnê no Allianz Parque: "Com duas horas redondas de show, Sandy & Junior deixam o estádio provando que sua música é muito mais do que a lembrança de um tempo, e segue viva como um exemplo de alcance e talento do pop nacional." Eduardo Gayer, d'O Estado de S. Paulo, descreveu a performance dos cantores como "energética" e resumiu o concerto dizendo: "Com produção impecável, o show trouxe fogos de artifício, equipe de dançarinos - com os irmãos participando das coreografias - e um Junior talentoso na bateria." Carol Braga, do site Culturadoria, descreveu o concerto como "Milimetricamente planejado" e "Impecavelmente executado." Sandy foi "diagnosticada com suspeita de rotavírus" pouco antes das apresentações que aconteceram no estádio Allianz Parque, em São Paulo, nos dias 12 e 13 de outubro de 2019. Escrevendo para o Universo Online, Beatriz Amendola disse que, mesmo doente, Sandy fez uma apresentação "enérgica" e "mostrou plena disposição no palco e não poupou energias na hora de cantar e dançar. Sua voz se manteve firme inclusive nas músicas que exigiam dela mais potência, como Imortal e A Lenda".

### Comercial
Após o anúncio da turnê em março de 2019, João Batista Jr., da revista Veja, estimou que, entre contratos publicitários e venda de ingressos, a turnê "deve faturar 55 milhões de reais". Em setembro, Keila Jimenez, do R7, afirmou que a turnê "deve faturar algo em torno de R$ 80 milhões." Em agosto de 2019, Eduardo F. Filho, da Veja, noticiou que a turnê havia acumulado 500 mil ingressos vendidos e afirmou: "A turnê de Sandy e Junior é um fenômeno como há muito não se via no showbiz nacional. Nunca na história um show atingiu vendagens tão significativas." No total, cerca de 600 mil ingressos foram vendidos para os concertos da turnê, que, juntos, arrecadaram 120 milhões de reais. Nossa História foi o show mais buscado no Google Brasil em 2019. Segundo a Pollstar, Nossa História foi a segunda maior turnê do mundo em 2019 – atrás apenas da turnê Farewell Yellow Brick Road do cantor britânico Elton John – quando considerada a "bilheteria por shows."
Sandy e Junior levaram o show da turnê para a Esplanada do Mineirão, em Belo Horizonte, tornando-se recordistas de público no local, superando, inclusive, artistas como Ozzy Ozbourne, Foo Fighters e Maroon 5. Em São Paulo, Sandy e Junior se tornaram os artistas brasileiros com o maior número de shows realizados no estádio Allianz Parque, tendo todos os quatro shows esgotados. No geral, eles ficam atrás apenas de Paul McCartney, que realizou cinco shows no estádio, entre 2014 e 2019. Durante uma entrevista para o canal da apresentadora Sabrina Sato no YouTube, Junior disse que a Live Nation, empresa responsável pela turnê, afirmou que a demanda era suficiente para oito shows no Allianz Parque. Sandy e Junior se apresentaram para um público de cerca de 30 mil pessoas em Curitiba. Lucas Sarzi, da Tribuna do Paraná, compareceu à apresentação e disse que "Em anos não se via a Pedreira Paulo Leminski tão cheia como foi possível ver com a vinda de Sandy e Junior o que, até mesmo para o prefeito [de Curitiba] Rafael Greca, foi considerado como um “recorde histórico”."
A grande demanda por ingressos para os shows da turnê levou Tony Goes, da Folha de S. Paulo, a dizer que "[...] Sandy e Junior reapareceram na hora certa. O vazio deixado por eles jamais foi preenchido."
Escrevendo para seu blog no Universo Online, o jornalista Miguel Arcanjo Prado descreveu o sucesso da turnê Nossa História como "retumbante e raro na indústria musical nacional nos últimos anos", e disse que "o sucesso da dupla está no nível dos grandes nomes da música no mundo. Quem pode se gabar hoje em dia de ter milhões de fãs tão fiéis e capazes de despertar imediatamente de um sono de 12 anos, tempo em que ficaram separados."

### Recordes e conquistas
| Datas (2019)                           | Local          | Descrição                                                                               | Ref.   |
| -------------------------------------- | -------------- | --------------------------------------------------------------------------------------- | ------ |
| 24 e 25 de agosto – 12 e 13 de outubro | Allianz Parque | Primeiro ato de língua portuguesa a realizar quatro datas esgotadas em uma única turnê. | [ 75 ] |

## Gravações

### Série documental
Em 9 de novembro de 2019, mesmo dia da última apresentação da turnê, foi anunciado o lançamento da websérie Sandy & Junior: A História contendo sete episódios, exclusiva do serviço de streaming Globoplay, sendo lançada em 10 de julho de 2020. Um trailer fora liberado, com imagens dos bastidores de toda a turnê. Imagens do último show, realizado no Parque Olímpico do Rio de Janeiro, para mais de 100 mil pessoas, também estará na websérie. A TV Globo exibiu o primeiro episódio da série em 12 de julho de 2020, após a reprise do programa Tamanho Família, e depois transmitiu todos os episódios no período de 11 de abril a 23 de maio de 2021 nas tardes de domingo, exibindo também a turnê no dia 30 do mesmo mês, cobrindo o espaço deixado pela primeira temporada do The Voice +.

### Álbum ao vivo
Em paralelo com a série, será lançado também pelo Globoplay em 17 de julho de 2020 o álbum ao vivo e DVD gravado em São Paulo no Allianz Parque nos dias 12 e 13 de outubro de 2019, intitulado Nossa História - Ao Vivo em São Paulo. Uma edição especial em caixa triangular foi lançada no dia 02 de maio de 2021, contendo o show em CD duplo e DVD, além de itens de colecionador que fizeram parte da turnê.

## Repertório
1. "Não Dá pra não Pensar"
2. "Nada Vai Me Sufocar"
3. "No Fundo do Coração"
4. "Estranho Jeito de Amar"
5. "Olha o Que o Amor Me Faz"
6. "Nada É por Acaso"
7. "Love Never Fails"
8. "As Quatro Estações"
9. "Aprender a Amar"
10. "Imortal"
11. "Libertar"
12. "Eu Acho Que Pirei"
13. "Beijo é Bom" / "Etc... e Tal" / "Vai Ter Que Rebolar" / "Dig-Dig-Joy" / "Eu Quero Mais"
14. "Enrosca"
15. "A Gente Dá Certo"
16. "Você pra Sempre (Inveja)" / "Ilusão" / "Não Ter"[a]
17. "Inesquecível"
18. "Super-Herói (Não É Fácil)"
19. "A Lenda"
20. "Cai a Chuva"
21. "Quando Você Passa (Turu Turu)"
22. "Desperdiçou"
23. "Vâmo Pulá!"

### Canções extras
O medley acústico é composto oficialmente por três canções + duas (ou três) canções extras que variam em cada show. Foram elas:
| Sábado à Noite Tô Ligado em Você Pra Dançar com Você | Dig-Dig-Joy Era Uma Vez... Ao Vivo Sandy & Junior (2001) | Identidade Sandy & Junior (2006) |

| Canções extras presentes no medley acústico | Canções extras presentes no medley acústico | Canções extras presentes no medley acústico | Canções extras presentes no medley acústico | Canções extras presentes no medley acústico |
| Cidade                                      | Data                                        | Canção 1                                    | Canção 2                                    | Canção 3                                    |
| ------------------------------------------- | ------------------------------------------- | ------------------------------------------- | ------------------------------------------- | ------------------------------------------- |
| Recife                                      | 12 de julho de 2019                         | "Era Uma Vez..."                            | "Com Você"                                  | –                                           |
| Salvador                                    | 13 de julho de 2019                         | "Com Você"                                  | "Vamos Construir"                           | –                                           |
| Fortaleza                                   | 19 de julho de 2019                         | "Vamos Construir"                           | "Dias e Noites"                             | –                                           |
| Brasília                                    | 20 de julho de 2019                         | "Dias e Noites"                             | "Replay"                                    | –                                           |
| Rio de Janeiro                              | 2 de agosto de 2019                         | "Era Uma Vez..."                            | "Replay"                                    | –                                           |
| Rio de Janeiro                              | 3 de agosto de 2019                         | "A Estrela Que Mais Brilhar"                | "Com Você"                                  | –                                           |
| Belo Horizonte                              | 17 de agosto de 2019                        | "Cadê Você Que Não Está"                    | "O Amor Faz"                                | –                                           |
| São Paulo                                   | 24 de agosto de 2019                        | "Era Uma Vez..."                            | "O Amor Faz"                                | –                                           |
| São Paulo                                   | 25 de agosto de 2019                        | "O Amor Faz"                                | "Vamos Construir"                           | –                                           |
| Curitiba                                    | 31 de agosto de 2019                        | "Replay"                                    | "Primeiro Amor"                             | –                                           |
| Manaus                                      | 13 de setembro de 2019                      | "Com Você"                                  | "Encanto"                                   | –                                           |
| Belém                                       | 14 de setembro de 2019                      | "Em Cada Sonho"                             | "Vamos Construir"                           | –                                           |
| Porto Alegre                                | 21 de setembro de 2019                      | "Em Cada Sonho"                             | "Tudo Pra Você"                             | –                                           |
| Nova Iorque                                 | 2 de outubro de 2019                        | "Era Uma Vez..."                            | "Com Você"                                  | –                                           |
| Lisboa                                      | 6 de outubro de 2019                        | "Com Você"                                  | "O Amor Faz"                                | –                                           |
| São Paulo                                   | 12 de outubro de 2019                       | "Era Uma Vez..."                            | "O Amor Faz"                                | –                                           |
| São Paulo                                   | 13 de outubro de 2019                       | "Era Uma Vez..."                            | "O Amor Faz"                                | –                                           |
| Rio de Janeiro                              | 9 de novembro de 2019                       | "Era Uma Vez..."                            | "Encanto"                                   | "O Amor Faz"                                |

## Datas
| Data                   | Cidade         | País           | Local                       | Público           | Receita        |
| ---------------------- | -------------- | -------------- | --------------------------- | ----------------- | -------------- |
| 12 de julho de 2019    | Recife         | Brasil         | Classic Hall                | 12,666 / 13,260   | R$ 2.251,450   |
| 13 de julho de 2019    | Salvador       | Brasil         | Arena Fonte Nova            | 30,152 / 30,984   | R$ 5.791,050   |
| 19 de julho de 2019    | Fortaleza      | Brasil         | Centro de Eventos do Ceará  | 21,436 / 21,530   | R$ 4.134,940   |
| 20 de julho de 2019    | Brasília       | Brasil         | Estádio Mané Garrincha      | 32,324 / 44,640   | R$ 5.953,925   |
| 2 de agosto de 2019    | Rio de Janeiro | Brasil         | Jeunesse Arena              | 26,430 / 26,825   | R$ 4.732,450   |
| 3 de agosto de 2019    | Rio de Janeiro | Brasil         | Jeunesse Arena              | 26,430 / 26,825   | R$ 4.732,450   |
| 17 de agosto de 2019   | Belo Horizonte | Brasil         | Esplanada do Mineirão       | 25,783 / 25,883   | R$ 7.146,990   |
| 24 de agosto de 2019   | São Paulo      | Brasil         | Allianz Parque              | 189,687 / 194,626 | R$ 42.747,925  |
| 25 de agosto de 2019   | São Paulo      | Brasil         | Allianz Parque              | 189,687 / 194,626 | R$ 42.747,925  |
| 31 de agosto de 2019   | Curitiba       | Brasil         | Pedreira Paulo Leminski     | 24,459 / 24,560   | R$ 4.370,060   |
| 13 de setembro de 2019 | Manaus         | Brasil         | Arena da Amazônia           | 21,300 / 28,441   | R$ 3.131,550   |
| 14 de setembro de 2019 | Belém          | Brasil         | Hangar Centro de Convenções | 12,372 / 12,670   | R$ 2.374,680   |
| 21 de setembro de 2019 | Porto Alegre   | Brasil         | Arena do Grêmio             | 45,436 / 47,067   | R$ 9.510,120   |
| 2 de outubro de 2019   | Nova Iorque    | Estados Unidos | Barclays Center             | 9,174 / 12,962    | R$ 4.267,497   |
| 6 de outubro de 2019   | Lisboa         | Portugal       | Altice Arena                | 13,172 / 13,654   | R$ 2.713,162   |
| 12 de outubro de 2019  | São Paulo      | Brasil         | Allianz Parque              | [ d ]             | [ d ]          |
| 13 de outubro de 2019  | São Paulo      | Brasil         | Allianz Parque              | [ d ]             | [ d ]          |
| 9 de novembro de 2019  | Rio de Janeiro | Brasil         | Parque Olímpico             | 99,475 / 100,000  | R$ 20.915,219  |
| Total                  | Total          | Total          | Total                       | 563,866 / 597,102 | R$ 120.041,018 |